# Rosa Henson
Maria Rosa Luna Henson nebo „Lola Rosa” (Babička Rosa) (5. prosince 1927 Pasay – 18. srpna 1997 Manila) byla první Filipínka, která v roce 1992 zveřejnila svůj příběh, když byla Japonskou císařskou armádou donucena pracovat jako utěšitelka (sexuální otrokyně pro armádu) během 2. světové války.

## Životopis
Maria Rosa Luna Henson se narodila ve městě Pasay na Filipínách 5. prosince 1927. Vyrostla v chudobě v provincii Pampanga v Centrálním Luzonu spolu se svou svobodnou matkou Julií. Rosa se narodila jako nemanželské dítě bohatého velkostatkáře Dona Pepeho. V dětství vídala svého otce pouze sporadicky. Během dospívání si přála stát se lékařkou. Po vypuknutí 2. světové války se stala členkou hnutí Hukbalahap, komunistického guerillového hnutí, které odolávalo japonským okupantům. V roce 1942 byla poprvé znásilněna japonskými vojáky, když sháněla dřevo na otop pro svou rodinu. O dva týdny později byla znásilněna znovu. V dubnu 1943, když byla se svými druhy, byla unesena japonskými vojáky a vzata na japonské velitelství, kde byla donucena stát se „utěšitelkou”. V srpnu 1943 byla Rosa spolu s dalšími ženami převezena do větší budovy v Angeles v Pampanga, kde znásilňování pokračovalo. To co zde prožila, vylíčila v knize Comfort Woman: Slave of Destiny (v překladu: Utěšitelka: Otrokyně osudu): „Rychle za sebou mě znásilnilo dvanáct vojáků, poté jsem dostala půl hodiny na odpočinek. Poté následovalo dalších dvanáct.”, „Nemohla jsem jíst. Cítila jsem velkou bolest a má vagína byla oteklá. Plakala jsem a plakala, volala jsem matku. Nemohla jsem vojákům odporovat, protože mě mohli zabít. Co jsem mohla dělat?”. V lednu 1944 guerilla Hukbalahap zaútočili na budovu a Rosu osvobodili. Rosa po devíti měsících, kdy byla nucena sloužit jako utěšitelka vojákům, utrpěla psychicky i fyzicky. Nakonec se provdala za mladého vojáka jménem Domingo a měli spolu tři děti – Rosaria (* srpen 1947), Rosalindu (* září 1949) a Jesuse (* prosinec 1951). Domingo zemřel v listopadu 1953. Rosa od 1957 dalších 34 let pracovala v továrně na cigarety.
Ro sa se v roce 1992, když jí bylo 65 let, rozhodla, že je čas sdělit světu své zkušenosti z japonské okupace Filipín během 2. světové války. Do roku 1992 znali její tajemství pouze dva lidé: její zesnulá matka a manžel. Po té co se svým příběhem veřejně vystoupila na konferenci v září 1992 se rozhodla, napsat o svých zkušenostech z války knihu Comfort Woman: Slave of Destiny.
V této knize Rosa probrala tichou a neviditelnou existenci filipínských utěšitelek. Rosina příkladu poté následovalo padesát Filipínek, které také poprvé odhalily své osobní příběhy – nejen světu, ale i svým rodinám. Další oběti včetně těch z Koreje a Číny se přidaly k filipínským ženám, aby společně v prosinci 1993 podali žalobu na japonskou vládu. Požadovaly formální omluvu, zanesení válečných zločinů spáchaných Japonci do japonských učebnic dějepisu a válečné reparace.
Zpočátku japonská vláda popřela právní odpovědnost, ale později reagovala na narůstající tlak a protesty ze strany přeživších a jejich podporovatelů, založením Fondu asijských žen v roce 1995, pro vybírání finančních příspěvků od japonských občanů za účelem vytvoření „plateb za odpuštění”. Rosa zemřela na infarkt v srpnu 1997, rok poté, co se rozhodla přijmout finanční reparaci 19 000 dolarů od Fondu asijských žen.